# Italo Gariboldi
Italo Gariboldi (Lodi, 20 de abril de 1879-Roma, 9 de febrero de 1970) fue un militar italiano que participó en la Segunda Guerra Mundial que dirigió el Ejército Italiano en Rusia entre los años 1942 y 1943, comandando a las tropas italianas durante la ofensiva alemana en Stalingrado, por lo cual recibió una Cruz de Caballero de la Cruz de Hierro de la mano del propio Adolf Hitler.

## Biografía

### Carrera militar
Gariboldi nació en la localidad lombarda de Lodi en el año 1879 y en 1899 se graduó como subteniente de la academia militar. Participó en la guerra ítalo-turca como teniente y luego en la Primera Guerra Mundial como oficial de Estado Mayor. En 1919 fue designado jefe de Estado Mayor de una división y actuó en la comisión designada por el Gobierno de Italia para la delimitación fronteriza con el recién creado Reino de Yugoslavia. 
Continuando su carrera militar, en 1934 fue ascendido a general de división y durante la invasión italiana de Abisinia fue encargado del mando de tropas en campaña con las cuales entró en Adís Abeba, desempeñando por un tiempo el cargo de jefe de Estado Mayor de las fuerzas del África Oriental Italiana hasta que en junio de 1940 fue destinado a Libia.

### Segunda Guerra Mundial

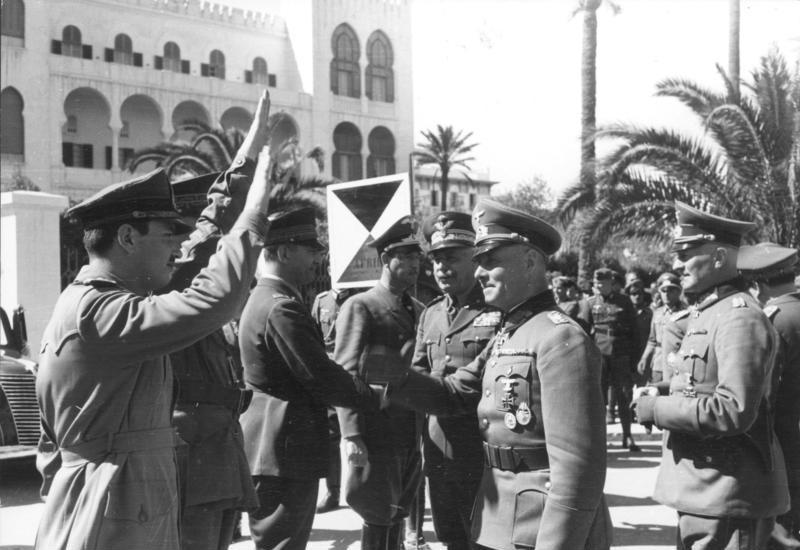
El general Gariboldi junto a Rommel, en Trípoli (1941).

En diciembre de 1940 Gariboldi dirigió una división en combate contra la Operación Compass lanzada por los británicos, reemplazando al general Mario Berti —real titular del mando— pero fue derrotado. Pese a ello, el 11 de febrero de 1941 Gariboldi fue designado gobernador de Libia y jefe de las fuerzas italianas allí estacionadas, reemplazando al general Rodolfo Graziani, que había sido destituido por Mussolini debido a las recientes derrotas sufridas frente a los británicos. Con ello, también se convirtió en el comandante supremo de las fuerzas armadas italianas en el Norte de África. En ese puesto Gariboldi recibió días después a las tropas alemanas dirigidas por el general Erwin Rommel para auxiliar a los italianos en la campaña del norte de África, pero pronto mantuvo desavenencias con Rommel al oponerse a toda actividad ofensiva e insistir en atrincherar pasivamente tropas en Trípoli. Al demostrarse acertada la estrategia más agresiva de Rommel, el 19 de julio de 1941 Mussolini relevó a Gariboldi del mando en Libia y lo reemplazó con el general Ettore Bastico.
Al año siguiente, cuando el general Giovanni Messe se mostró en desacuerdo con aumentar sustancialmente el tamaño de las fuerzas italianas en la URSS, Gariboldi fue designado como sustituto de Messe en dicho cargo en julio de 1942. Sin embargo, Gariboldi demostró unas mediocres dotes de mando durante la campaña en la URSS. Las tropas italianas se situaron en el Frente del Don, al norte de las posiciones alemanas en Stalingrado. Después que el ARMIR sufriera gravísimas pérdidas en combate entre diciembre de 1942 y enero de 1943, Mussolini ordenó la repatriación de los soldados italianos de la URSS, pese a lo cual Gariboldi recibió la Cruz de Caballero de la Wehrmacht el 8 de junio de 1943.
De vuelta en Italia, Gariboldi no opuso resistencia al derrocamiento de Mussolini el 25 de julio de 1943, y apoyó la firma del armisticio con los Aliados. Al igual que otros muchos militares italianos, rehusó colaborar con las tropas de ocupación alemanas, siendo hecho prisionero. En 1944 el régimen títere de Saló lo condenó a muerte por traición, pero el avance aliado le permitió ser liberado de prisión.

### Carrera posterior
Al acabar la guerra Gariboldi abandonó la carrera militar y se retiró a la vida privada.
Italo Gariboldi falleció en Roma el 9 de febrero de 1970.